# 北西領地

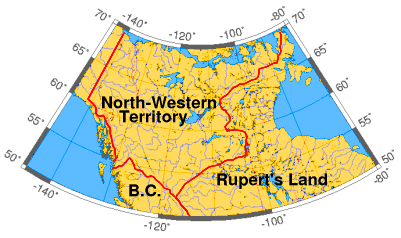

北西領地（North-Western Territory）是英屬北美在1870年之前的一個領地，因其位于魯伯特地西北侧而得名。與魯珀特地的相對位置而得名。由於當時缺乏足够開發，西北领地并沒有明確的邊界、所有權和管理權，英國首次对该地宣稱對主權的確切日期也無定論。但一把认为北西领地包括了現不列顛哥倫比亞省、魯珀特地的大陸分水嶺、俄屬美洲（阿拉斯加）和北冰洋所包圍的區域，相当于現在的育空地區、西北地區大部分、努納武特西北部、薩斯喀徹溫省西北部和阿爾伯塔省北部。哈德遜灣公司是北西领地事实上的管理者。